# Edwin Retamoso
Edwin Retamoso (Abancay, 1982. február 3. –) perui labdarúgó, a Real Garcilaso középpályása.